# Przelot (jaskinia)
Przelot – jaskinia, a właściwie schronisko, w Dolinie Kościeliskiej w Tatrach Zachodnich. Ma trzy otwory wejściowe położone pod granią Organów, w pobliżu Okien Zbójnickich Niżnich, na wysokości 1223 metrów n.p.m. Jaskinia jest pozioma, a jej długość wynosi 9 metrów.

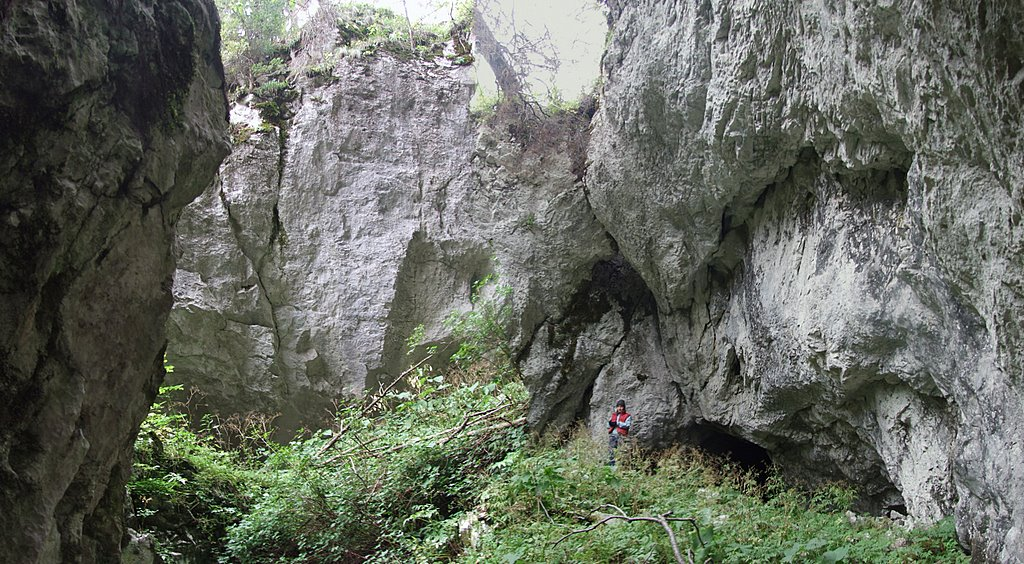
Okolice Zbójnickich Okien

## Opis jaskini
Zaraz za otworem południowym (głównym) zaczyna się krótki korytarz prowadzący do rozwidlenia. Na lewo idzie korytarzyk do mniejszego otworu północnego, na prawo natomiast, przez małą salkę, prowadzi korytarzyk do większego otworu północnego. Oba otwory północne położone są blisko siebie.

## Przyroda
W jaskini brak jest nacieków. Ściany są suche, rosną na nich porosty.

## Historia odkryć
Jaskinia była prawdopodobnie znana od dawna. Jej pierwszy plan i opis sporządził J. Rudnicki przy pomocy M. Burkackiego, A. Bojarczak, P. Kruka i M. Skarżewskiego w 1975 roku.